# Guarea sphenophylla
Guarea sphenophylla är en tvåhjärtbladig växtart som beskrevs av Ignatz Urban. Guarea sphenophylla ingår i släktet Guarea och familjen Meliaceae. Inga underarter finns listade i Catalogue of Life.